# ハインリヒ・バンド

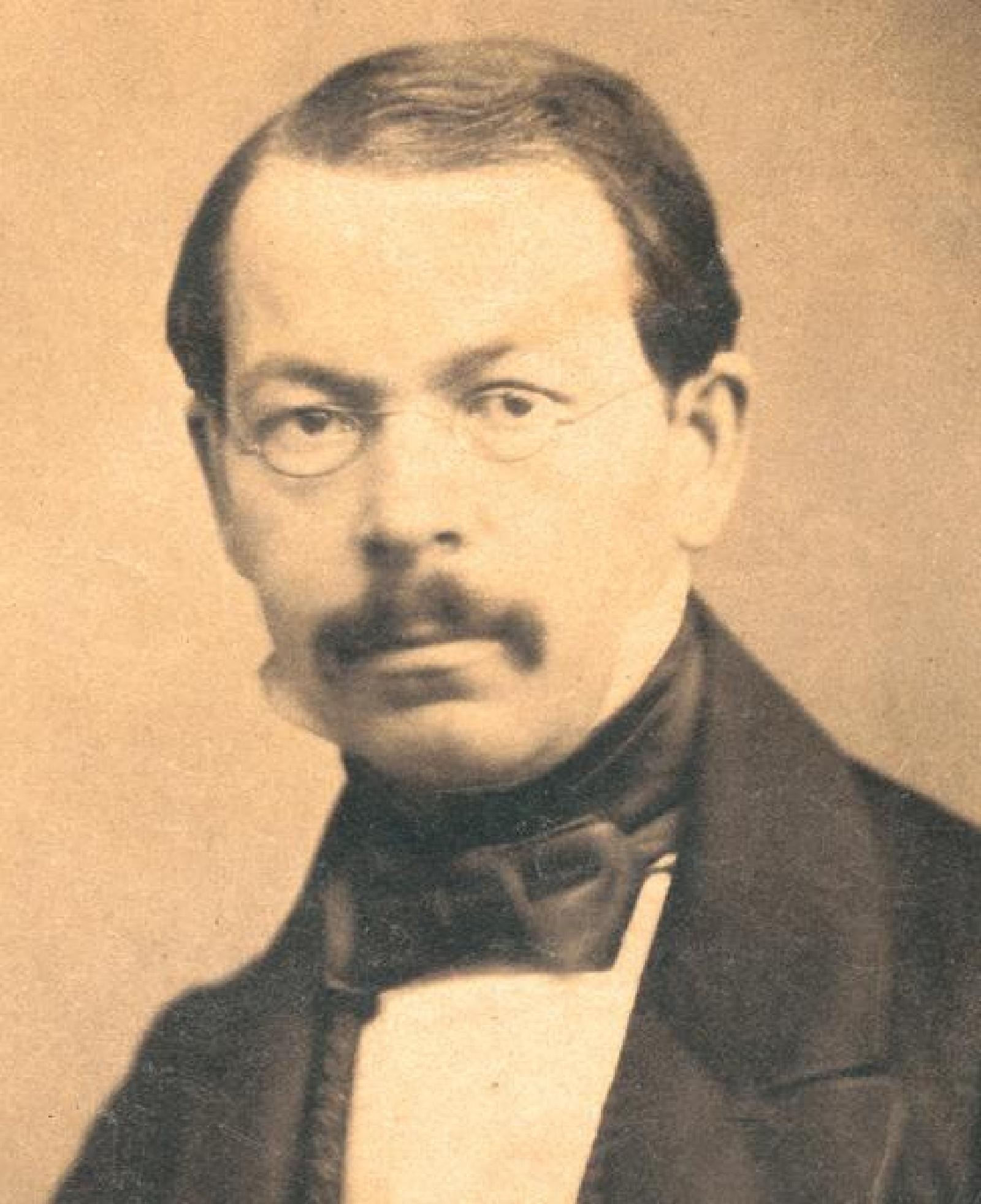

ハインリヒ・バンド（Heinrich Band、1821年4月4日 - 1860年12月2日）は、バンドネオンの発明者。オランダとの国境に近いドイツのクレーフェルトに生まれた。
1820年代の終わりにウィーンで発明されたアコーディオンに続き、ドイツで1834年にキーが鍵盤ではなくボタン式のコンサーティーナという楽器が開発される。その後ハインリヒ・バンドはコンサーティーナの音域を広げ改良し、1847年にバンドネオンを発明した。
| スタブアイコン | サブスタブ | この項目は、まだ閲覧者の調べものの参照としては役立たない、人物に関連した書きかけの項目です。この項目を加筆・訂正などしてくださる協力者を求めています（P:人物伝/PJ:人物伝）。 |